# Glaskroosfamilie
De glaskroosfamilie (Elatinaceae) is een familie van tweezaadlobbige kruidachtige planten en heesters. De familie komt wereldwijd voor, met name in de tropen, vaak in vochtige habitats. Niet in de poolstreken.
Leden van deze familie hebben tegenoverstaande (soms kransstandige) bladeren en kleine bloemen met twee tot vijf overlappende kroonbladen.
De familie bestaat uit enkele tientallen soorten in 2 geslachten:
- Bergia
- Glaskroos (Elatine)

In Nederland komt alleen het geslacht Glaskroos voor, met één soort: gesteeld glaskroos (Elatine hexandra). In Vlaanderen komt ook drietallig glaskroos (Elatine triandra) voor.
In het Cronquist-systeem (1981) werd de familie in de orde Theales geplaatst. In het APG-systeem (1998) werd de familie ongeplaatst gelaten. In het APG II-systeem (2003) is de familie geplaatst in de orde Malpighiales.